# Got It?
Got It? è il primo EP del gruppo musicale sudcoreano Got7, pubblicato il 20 gennaio 2014.

## Descrizione
Got It? è il disco di debutto dei Got7 e viene pubblicato il 20 gennaio 2014. Hello combina 808 e basso elettrico, mentre la traccia principale, Girls Girls Girls, con la quale viene promosso, è un brano hip hop ed elettropop scritto, composto e prodotto da J.Y. Park e contiene un campionamento dell'esclamazione "eomona" (어머나?) da Tell Me delle Wonder Girls. Il testo è presuntuoso e il ritornello presenta versi come "Anche se scuoto appena il corpo, anche se non faccio niente, le ragazze mi amano". I Like You fonde elementi R&B e hip hop con un sitar elettronico e un ritmo ispirato a Bollywood. Follow Me è basata sul southern hip hop e Like Oh unisce urban club ed EDM. Chiude il disco Playground, un pezzo R&B che esprime l'eccitazione e la gioia di trovare un nuovo amore, paragonato ai sogni e ai ricordi dell'infanzia. Il tema del brano non è l'amore, ma "io".

## Accoglienza
| Recensione | Giudizio |
| ---------- | -------- |
| IZM        |          |

Han Dong-yoon di IZM ha ritenuto Girls Girls Girls "una canzone indubbiamente nuova, ma sembra di averla già sentita moltissime volte", e pertanto ripetitiva e noiosa; ha commentato che in generale le canzoni del disco assomigliassero troppo ad altri brani già scritti da J.Y. Park, togliendo freschezza al gruppo, e, in conclusione, definito Got It? un brutto risultato per degli esordienti.
Tre recensori della rivista sudcoreana Weiv hanno assegnato al disco un voto di 5, 5 e 6 su 10, commentando che il tentativo iniziale di fare musica alternativa venisse danneggiato dalle canzoni centrali e della seconda metà, più simili a quelle di un gruppo idol; che, sebbene il gruppo fosse stato definito "hip hop", non ci fossero brani di tal genere e che tutte le canzoni sembrassero uguali, con l'eccezione di Playground.

## Tracce
Crediti adattati dal database della Korea Music Copyright Association.
1. Hello (여보세요?, Yeobose-yoLR) – 3:38 (Chloe, Noday)
2. Girls Girls Girls – 3:35 (J.Y. Park "The Asian Soul")
3. I Like You (난 니가 좋아?, Nan niga joh-aLR) – 3:24 (J.Y. Park "The Asian Soul")
4. Follow Me (따라와?, Ttara-waLR) – 3:10 (testo: S. bros, Blue Sun – musica: S. bros)
5. Like Oh – 3:39 (testo: Lee Woomin "collapsedone", Crizzy, Guy – musica: Lee Woomin "collapsedone", Fredrik "Fredro" Ödesjö, Crizzy, Guy)
6. Playground – 3:33 (mr.cho)

## Formazione
- Mark – rap
- JB – voce
- Jackson – rap
- Junior – voce
- Youngjae – voce
- BamBam – rap
- Yugyeom – voce

## Successo commerciale
L'EP ha debuttato al secondo posto sulla classifica settimanale degli album della Gaon Chart nella settimana 19–25 gennaio 2014 e undicesimo sulla classifica mensile di gennaio 2014 con 9 955 copie vendute, salendo al nono posto a febbraio. A fine anno aveva venduto 51 689 copie.
L'8 febbraio 2014 ha debuttato in prima posizione sulla World Albums Chart di Billboard. Girls Girls Girls ha fatto invece la sua prima comparsa sulla World Digital Songs Chart all'ottavo posto.

## Classifiche

### Classifiche settimanali
| Classifica (2014) | Posizione massima |
| ----------------- | ----------------- |
| Corea del Sud     | 2                 |

### Classifiche di fine anno
| Classifica (2014) | Posizione |
| ----------------- | --------- |
| Corea del Sud     | 43        |